# Aguinaliu
Aguilaniu est un village inclus dans le territoire communal de Graus.

## Monuments
Son patrimoine architectural est de type médiéval et compte quelques maisons suspendues. L'un de ses principaux éléments est l'église paroissiale dédiée à Saint Martin (San Martín). Il s'agit d'une église romane, qui a été modifiée aux XVIIe et XVIIIe siècles.